# Тривимірна ручка
Тривимірна ручка (іноді 3D-ручка) — інструмент для «малювання» пластиком тривимірних об'єктів. Розроблений Пітером Ділвортом, Максвелом Боугом і Деніелем Коуеном із «WobbleWorks». Працює завдяки витисканню нагрітого пластику, який майже миттєво охолоджується, утворюючи тверду, стійку структуру, і дає змогу створювати тривимірні предмети. Використовує пластикову нитку або з акрилонітрил-бутадієн-стирену (АБС-пластик), полілактидної кислоти («PLA») або «FLEXY», термічного поліуретану («ТПУ»), який плавиться й пізніше охолоджується за допомогою запатентованого процесу при переміщенні через перо, яке може бути використане для створення тривимірних об'єктів вручну. Іноді тривимірну ручку описують як клейовий пістолет для тривимірних друку.

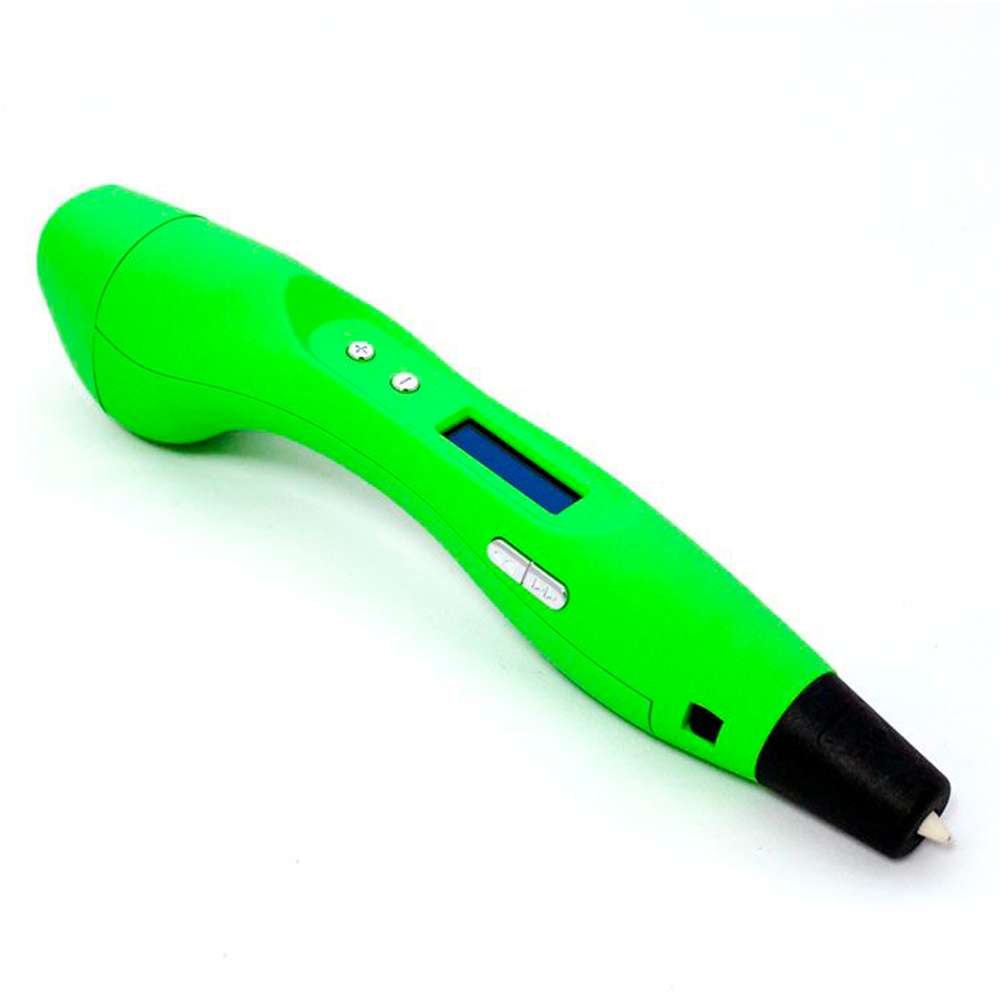
Тривимірна ручка

## Принцип роботи
Принцип роботи гарячої тривимірної ручки простий. На відміну від звичайних пристроїв для письма та малювання, замість чорнила заправляється пластикова нитка.
У задній частині корпусу передбачено отвір, в який вставляється філамент — матеріал, який використовується для друку на тривимірному принтері і являє собою пластмасову нитку діаметром 1,75 або 3 мм.). Вбудований механізм автоматично підводить нитку до екструдера, де вона розплавляється і видавлюється в розплавленому вигляді назовні.
Металевий наконечник друкованої головки нагрівається до температури 240 °С, тому при роботі з пристроєм слід дотримуватися базових правил техніки безпеки.
Незважаючи на те, що ручки обладнані вбудованим вентилятором для прискорення процесу застигання пластика, недбале ставлення до приладу безпосередньо пов'язано з ризиком отримати опік.

## Історія винаходу
Першою в напрямку розвитку тривимірного друку стала ручка 3Doodler від компанії Wobbleworks.
Команда звернулася до порталу Kickstarter для збору коштів, необхідних для втілення проєкту в життя.
Поставивши за мету зібрати $ 30 000, компанія Wobbleworks зуміла отримати більше двох мільйонів доларів до моменту закінчення кампанії, що говорить про високий інтерес публіки.
На даний момент асортимент тривимірних ручок включає в себе фактичні клони 3Doodler — такі, як 3DYAYA або SwissPen, а також більш оригінальні розробки, включаючи Dim3W і LIX.
Основний принцип роботи всіх цих пристроїв однаковий, але є і деякі конструктивні особливості, спрямовані на вдосконалення досить молодої концепції.